# Суперкубок Брунею з футболу 2014
Суперкубок Брунею з футболу 2014  — 6-й розіграш турніру. Матч відбувся 19 січня 2014 року між чемпіоном Брунею клубом Індера та володарем Кубка Брунею клубом МС АБДБ.
| Володар Суперкубка Брунею 2014 |
| ------------------------------ |
|                                |
| МС АБДБ Перший титул           |

## Матч

### Деталі
| 19 січня 2014 15:15 (EEST) |

| Індера    | 1:2      | МС АБДБ                   |
| --------- | -------- | ------------------------- |
| Момін 84' | Протокол | Мазазізі 5' Хайруддін 25' |

| Хассанал Болкіах, Бандар-Сері-Бегаван |